# Marinstaben
Marinstaben (MS) är en högre ledningsstab inom svenska marinen som verkat sedan den 1 januari 2019. Förbandsledningen kommer inledningsvis vara förlagd i Stockholms garnison i Stockholm men kommer slutligen att vara förlagd på Muskö örlogsbas i Haninge garnison. Fullt organiserad avses staben ha 161 anställda. 

## Historia
Den 30 juni 1994 upplöstes och upphörde den gamla Marinstaben som stab och myndighet. I dess ställe bildades den 1 juli 1994 Marinledningen ingående i det nybildade Högkvarteret.
I februari 2018 föreslog Försvarsmakten i sitt budgetunderlag för 2019 till regeringen en omorganisation av Försvarsmaktens ledning. Förslaget var bland annat utformat med en ny ledning och nya organisationsenheter på nya orter. Det för att ge bättre förutsättningar för en robust och uthållig ledning. De nya organisationsenheter som Försvarsmakten önskade bilda föreslogs benämnas arméstaben, flygstaben samt marinstaben. Dessa skulle bildas genom en sammanslagning av produktionsledning och insatsledning, samt andra kompletterande delar från bland annat Högkvarteret och Försvarets materielverk. Staberna föreslogs bildas den 1 januari 2019 och ledas under en arméchef, en marinchef och en flygvapenchef.
Den 22 november 2018 föreslog regeringen för riksdagen att inrätta organisationsenheter i form av en arméstab, en marinstab och en flygstab, det efter att Försvarsmakten i sitt budgetunderlaget för 2019 begärt att få inrätta försvarsgrensstaber. Riksdagen antog regeringens proposition den 18 december 2018. Den 20 december beslutade regeringen att inrätta Marinstaben som en egen organisationsenhet och förlägga denna till Muskö örlogsbas i Haninge garnison.

## Förläggningar och övningsplatser
Lokaliseringsort för den nya marinstaben föreslogs av Försvarsmakten att etableras på Musköbasen i Haninge garnison. Inledningsvis kom staben emellertid att vara förlagd inom föregångarnas (MTS och Prod Marin) lokaler inom Stockholms garnison. Under juni 2019 kom staben omlokaliseras till provisoriska lokaler ovan jord på Muskö örlogsbas. Marinstaben blev därmed den sista av de tre försvarsgrensstaberna som utlokaliserades från Stockholm. Den 30 september 2019, på dagen som Muskö örlogsbas invigdes 1969, invigdes även Marinstaben på basen, genom en högtidlig ceremoni i den så kallade Risdalsslipen inne på basen. Planen var att Marinstaben skulle flytta in i sina permanenta lokaler i Musköberget först 2021-2022.

## Förbandschefer
Från 2019 tituleras förbandschefen marinchef och har tjänstegraden konteramiral. Marinstaben leds av en marinstabschef med tjänstegraden kommendör.
Marinchef

- 2019–2020: Jens Nykvist
- 2020–2024: Ewa Skoog Haslum
- 2024–20xx: Johan Norlén

Marinstabschef

- 2019–2019: Håkan Magnusson
- 2019–2022: Fredrik Palmquist [b]
- 2022–20xx: Håkan Nilsson [c]

## Namn, beteckning och förläggningsort
| Marinstaben | 2019-01-01 | – |  |

| MS | 2019-01-01 | – |  |

| Stockholms garnison         | 2019-01-01 | – | 2019-05-30 |
| Haninge garnison/Musköbasen | 2019-06-01 | – |            |